# Dee Wilde
Dee Wilde (8 de noviembre de 1950) es un deportista estadounidense que compitió en tiro con arco, en la modalidad de arco compuesto.
Ganó dos medallas en el Campeonato Mundial de Tiro con Arco al Aire Libre, en los años 1997 y 2003, y cinco medallas en el Campeonato Mundial de Tiro con Arco en Sala entre los años 1993 y 1999.

## Palmarés internacional
| Campeonato Mundial al Aire Libre | Campeonato Mundial al Aire Libre | Campeonato Mundial al Aire Libre | Campeonato Mundial al Aire Libre |
| Año                              | Lugar                            | Medalla                          | Prueba                           |
| -------------------------------- | -------------------------------- | -------------------------------- | -------------------------------- |
| 1997                             | Victoria (Canadá)                | Medalla de oro                   | Individual                       |
| 2003                             | Nueva York (Estados Unidos)      | Medalla de oro                   | Equipo                           |
| Campeonato Mundial en Sala       |                                  |                                  |                                  |
| Año                              | Lugar                            | Medalla                          | Prueba                           |
| 1993                             | Perpiñán (Francia)               | Medalla de bronce                | Individual                       |
| 1995                             | Birmingham (Reino Unido)         | Medalla de oro                   | Equipo                           |
| 1995                             | Birmingham (Reino Unido)         | Medalla de bronce                | Individual                       |
| 1997                             | Estambul (Turquía)               | Medalla de oro                   | Individual                       |
| 1999                             | La Habana (Cuba)                 | Medalla de oro                   | Equipo                           |